# Kopfbolzen

Gekröpfter Kopfbolzen an einer Übergangskonstruktion

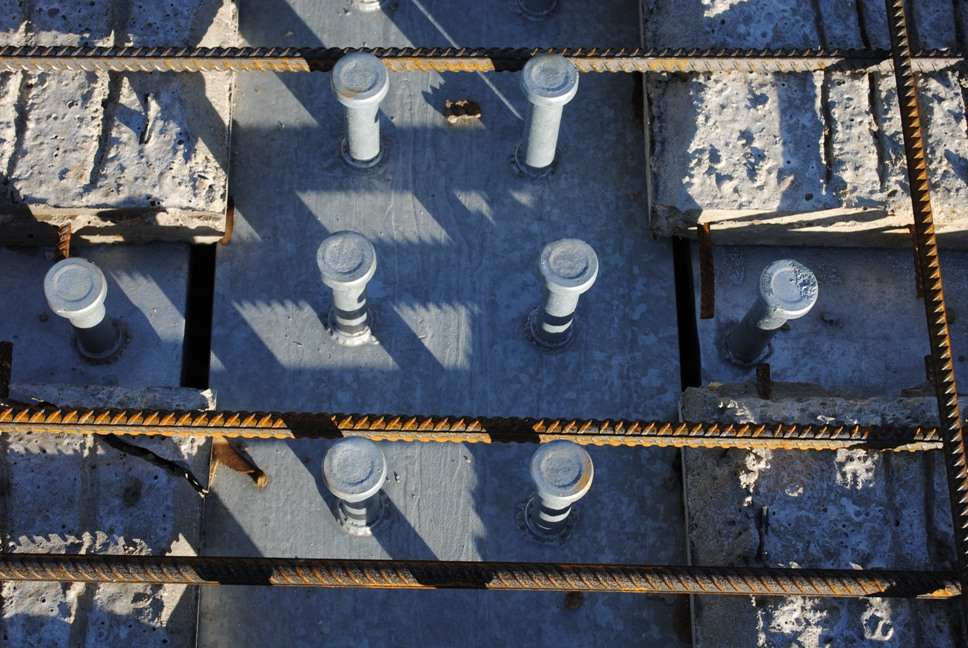
Feuerverzinkte Stahlträger mit Kopfbolzendübeln im Deckenbereich vor dem Betonieren

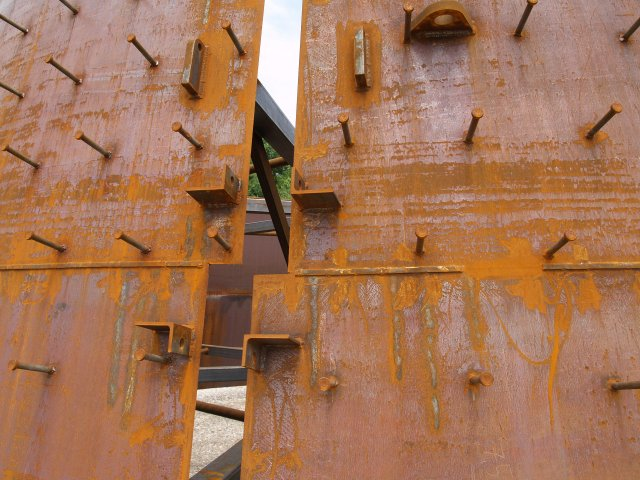
Turbinenpanzerung mit Nelson Kopfbolzendübeln

Ein Kopfbolzen, auch Kopfbolzendübel, ist ein Stahlstift mit pilzförmigem Kopf und dient im Stahlverbundbau zur Herstellung der Verankerung zwischen Beton und Stahl. Dabei wird durch die Geometrie des Bolzens ein guter Verbund und somit eine gute Kraftübertragung erreicht. Kopfbolzen sind deshalb die gängige Verankerungsart. Verwendet werden in der Regel übliche Baustähle, wie bei der zu verankernden Stahlkonstruktion, mindestens mit gleicher oder mit höherer Festigkeit.

## Einsatzgebiete

### Verbundbau
Im Verbundbau und bei Einhaltung beider nachstehender Bedingungen können hier die Bemessungen nach den eingeführten technischen Baubestimmungen nach § 3 Abs. 3 BauO NRW angewendet werden:
- Es erfolgt keine planmäßige Belastung der Dübel in ihrer Längsachse durch Zugkräfte.
- Die Weiterleitung der Lasten aus der Berührungsfuge zwischen Ankerplatte und Betonoberfläche erfolgt unter Ausbildung eines idealisierten Fachwerksystems im Betonbauteil bei voller Abdeckung der Zugkräfte durch schlaffe Bewehrung. Hierzu sind detaillierte statische Nachweise zu erbringen.

Bei reinen Ankerplatten oder Übergangskonstruktionen ist auch die Übertragung von Zugkräften zulässig.
Die Verankerung bzw. Verbindung von Stahlteilen mittels angeschweißter Kopfbolzen ist gemäß einer allgemeinen bauaufsichtlichen Zulassung des Deutschen Instituts für Bautechnik oder der Europäischen Technischen Zulassung zu dimensionieren.
Die Anbringung des Kopfbolzendübels auf einem Verbundbauteil darf nur durch Lichtbogenbolzenschweißen (Schweißprozess 783 nach ISO 4063) mit einer Bolzenschweißanlage erfolgen. Der ausführende Betrieb muss im Besitz eines entsprechenden Schweißzertifikates nach EN 1090 sein, und das Bedienungspersonal muss eine gültige Bedienerprüfung nach EN 1418 oder ISO 14732 haben.

### Weitere Anwendungen
Kopfbolzen dienen im reinen Stahlbetonbau z. B. als Verankerungsmittel für Ankerplatten, die in einer Betonoberfläche liegen sollen. Außerdem sind sie Bestandteil von speziellen Durchstanzbewehrungselementen (Dübelleisten) für Stahlbetonplatten.

## Regelwerke im Verbundbau
- Allgemeine Bemessungsregeln, Bemessungsregeln für den Hochbau, (Ausgabe Februar 1994) in Verbindung mit DAST-Richtlinie 104; Richtlinie zur Anwendung von DIN V ENV 1994 Teil 1-1
- DIN 18800-5, Gelbdruck Januar 1999 Stahlbauten Teil 5: Verbundtragwerke aus Stahl und Beton, Bemessung und Konstruktion
- DIN 18806-1, Verbundkonstruktionen, Verbundstützen (Ausgabe März 1984)
- DIN-Fachbericht 104, Verbundbrücken (Ausgabe März 2003)
- Eurocode 4 Teil 1-1: Bemessung und Konstruktion von Verbundträgerwerken aus Stahl und Beton – Allgemeine Bemessungsregeln und Anwendungsregeln für den Hochbau
- Eurocode 4 Teil 2: Bemessung und Konstruktion von Verbundtragwerken aus Stahl und Beton – Allgemeine Bemessungsregeln und Anwendungsregeln für Brücken
- Richtlinie für die Bemessung und Ausführung von Stahlverbundträgern (Ausgabe März 1981) mit den ergänzenden Bestimmungen (März 1984, Juni 1991)